# Куртликуль
Куртлику́ль (рос. Куртлыкуль, башк. Ҡортлокүл) — присілок у складі Караідельського району Башкортостану, Росія. Адміністративний центр Куртликульської сільської ради.
Населення — 410 осіб (2010; 412 у 2002).
Національний склад:
- татари — 87 %